# Арне Илеби
Арне Лудвиг Грунд Илеби (2. децембар 1913 — 25. децембар 1999) био је норвешки фудбалер. Целу сениорску каријеру провео је као нападач за Фредрикстад, са којим је освојио четири титуле Норвешког фудбалског купа ( 1935, 1936, 1938. и 1940. ) и две титуле Норвешке Премијер лиге ( 1937–38. и 1938–39)
Илеби је био у норвешком тиму за Олимпијске игре 1936. и Светско првенство 1938. године, али није играо ни на једном турниру. Његов једини наступ за репрезентацију био је на утакмици против Шведске 1939. године.